# Конрад, Иоганнес Эрнст
Иоганнес Конрад (нем. Johannes Conrad; 28 февраля 1839, Боркау (ныне в составе города Гнев, Польша) — 25 апреля 1915, Галле) — немецкий политэконом.

## Биография
Сын землевладельца в Восточной Пруссии. Учился в гимназии в Данциге, намеревался заниматься сельским хозяйством, но по состоянию здоровья вынужден был отказаться от этой мысли. Изучал в Берлинском университете естественные науки, однако в 1862 году перебрался в Йенский университет и занялся политическими дисциплинами. 
В 1862 году окончил университет, в 1864 году защитил докторскую диссертацию, в 1868 году хабилитирован, с 1870 года преподавал там же, а с 1872 года и до конца жизни занимал должность профессора в Университете Галле.
С 1877 года издавал «Sammlung nationalökonomischer und statistischer Abhandlungen». В этом сборнике появились и собственные исследования Конрада: «Untersuchungen des Einflusses von Lebensstellung und Beruf auf die Mortalitätsverhältnisse» (Йена, 1878) и «Das Universitätsstudium in Deutschland während der letzten 50 Jahre» (Йена, 1884).
Вместе с Вильгельмом Лексисом, Эльстером и Лёнингом редактировал капитальный «Общественно-политический словарь» (нем. Handwörterbuch der Staatswissenschaften; Йена, 1889—1894).
Написал также «Die landwirtschaftliche Productions-statistik» (Йена, 1868).

## Сочинения
- Руководство к изучению политической экономии. / Пер. с 3-го значит. расшир. изд. Г. Сонина; под ред. В. В. Битнара. — Санкт-Петербург : Вестник знания, 1906. — 96 с.